# Trembowla (stacja kolejowa)
Trembowla (ukr. Теребовля, ros. Теребовля) – stacja kolejowa w miejscowości Trembowla, w rejonie trembowelskim, w obwodzie tarnopolskim, na Ukrainie.
Stacja powstała w czasach austro-węgierskich.

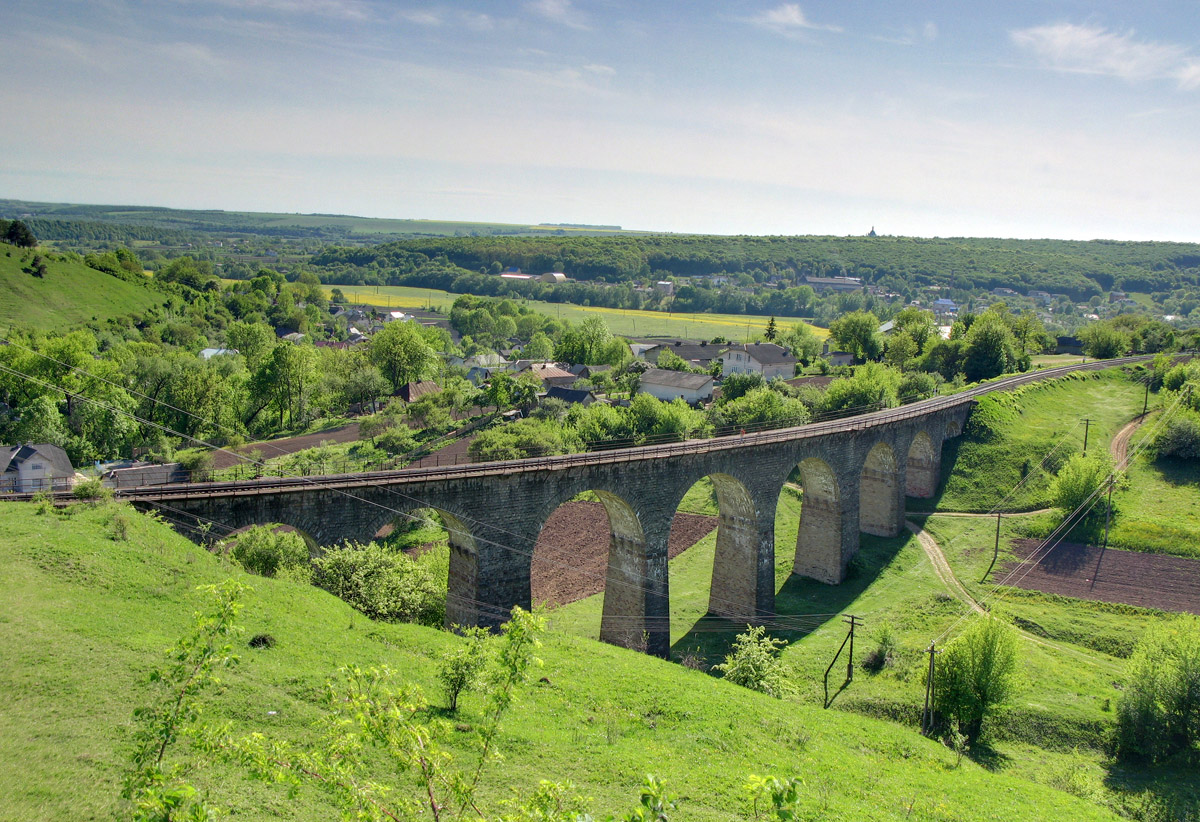
Wiadukt kolejowy w okolicach Trembowli
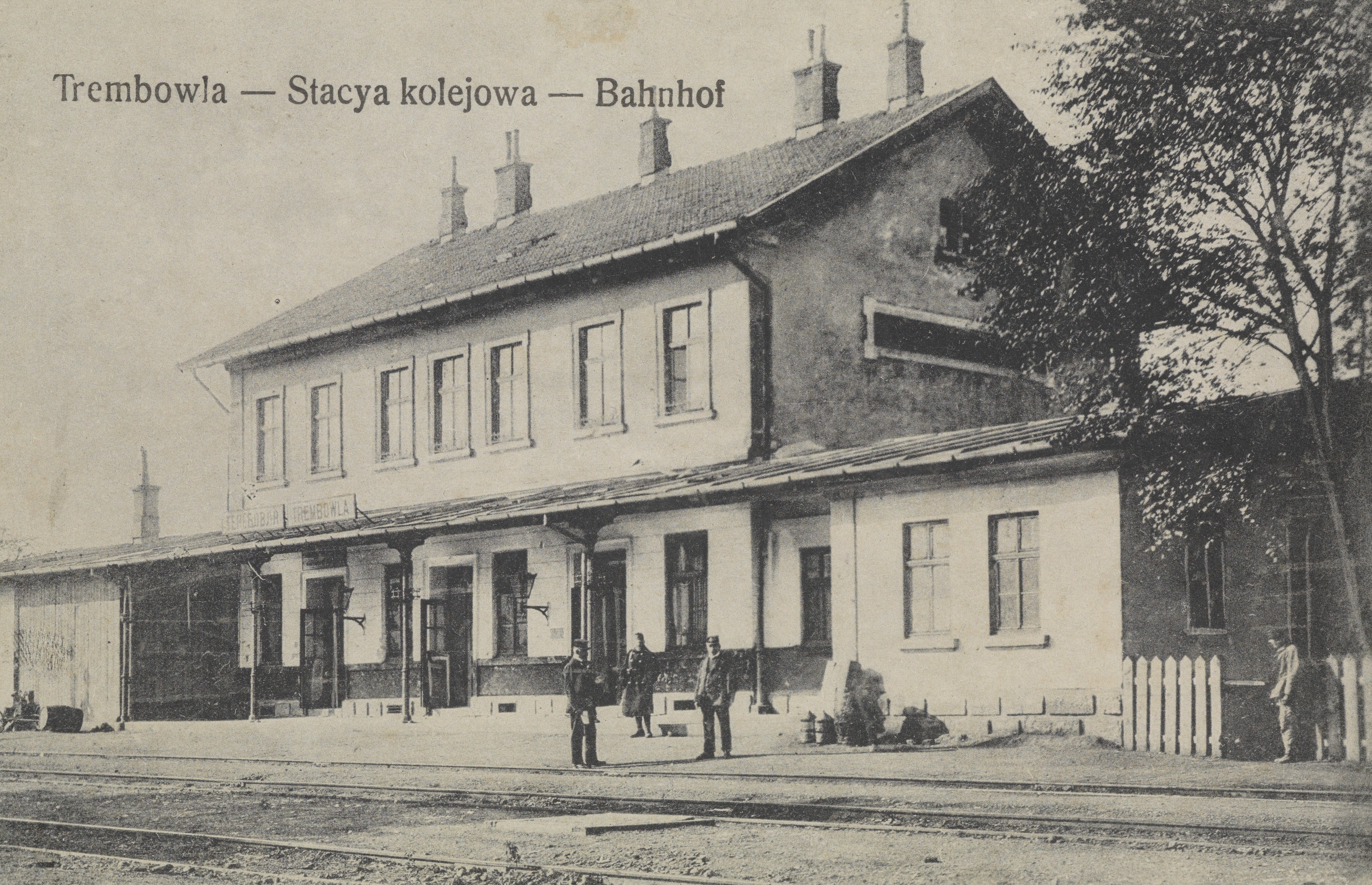
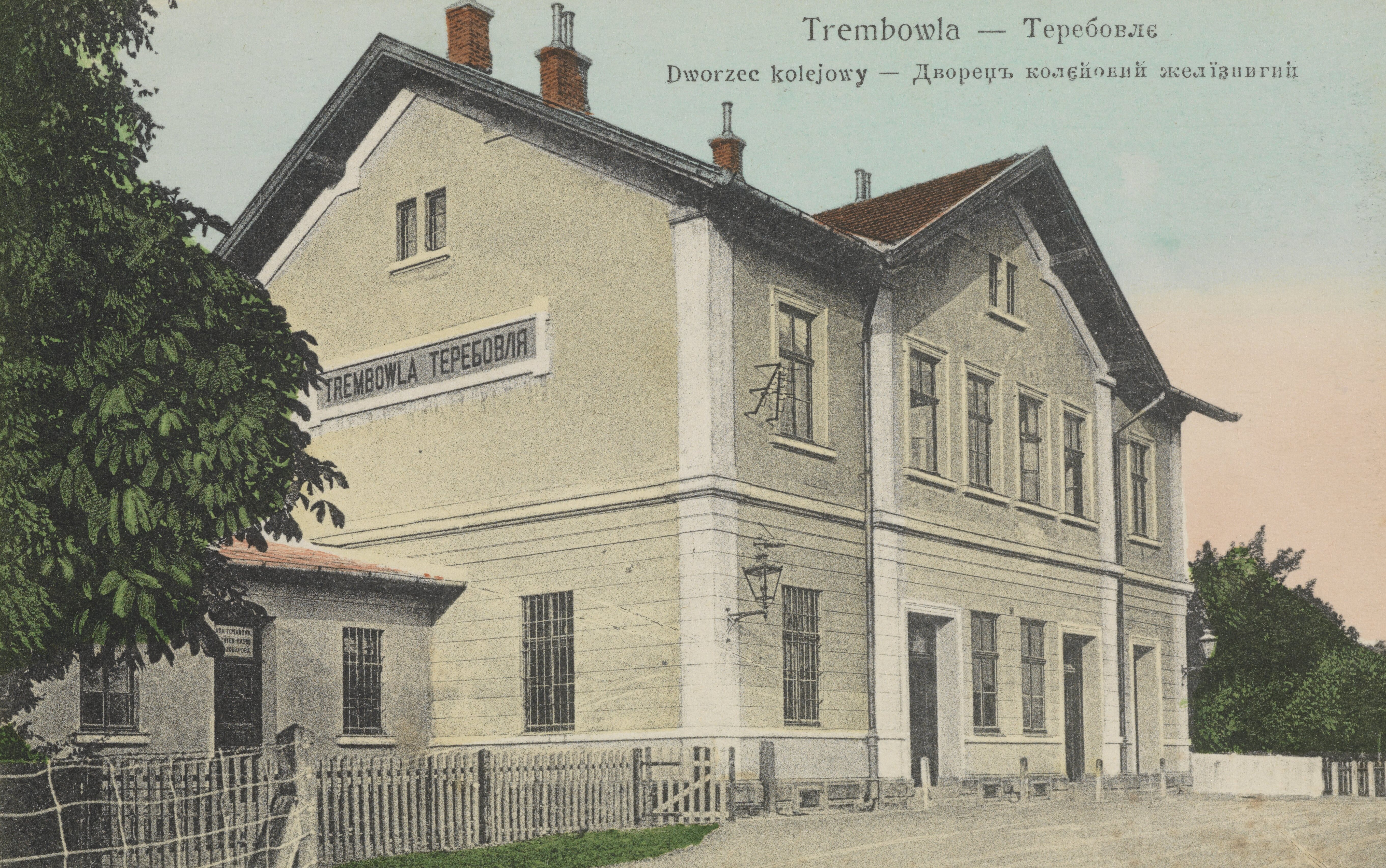